# Музей Фрама

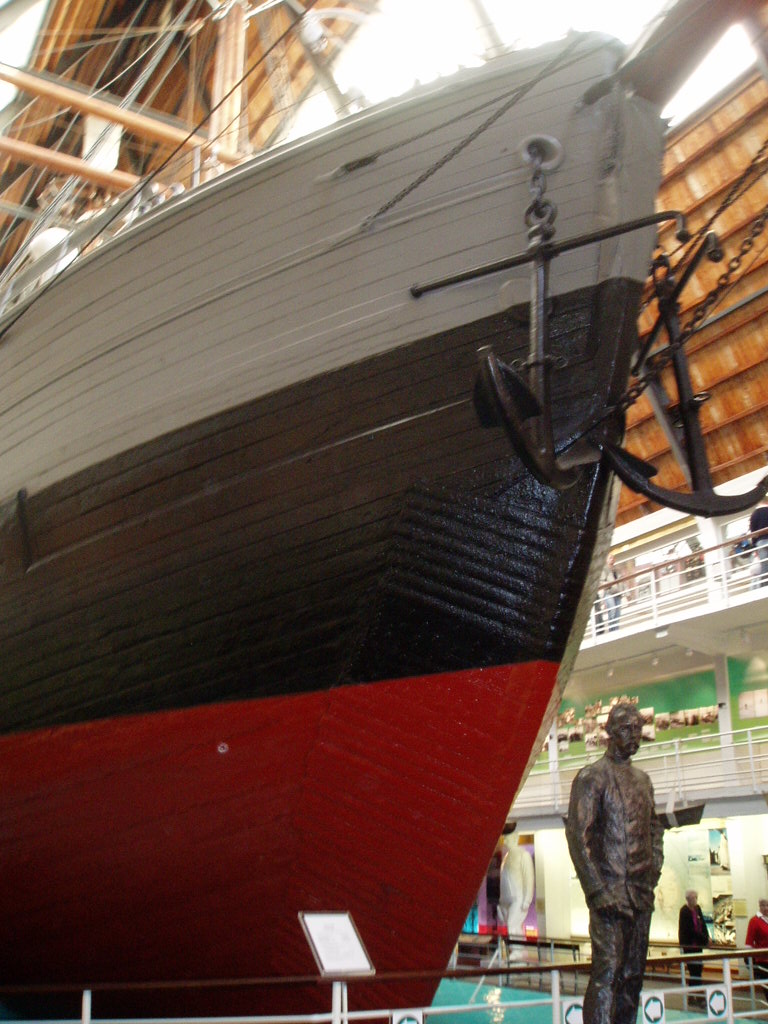
Внутрішній вигляд. Добре видно форштевень «Фрама», поруч статуя Нансена

Музей Фрама (норв. Frammuseet) — музей в Осло, присвячений історії норвезьких полярних експедицій. Розташований на півострові Бюгде. Будівля музею — це своєрідний скляний намет, розташований безпосередньо на березі Осло-фіорд, в якому експонується експедиційний корабель Фрітьофа Нансена — «Фрам». 
Засновано 20 травня 1936 р. за ініціативою Ларса Крістенсена, О. Свердрупа,  О. Вістінга та  С. Скотт-Хансена,  і присвячений трьом видатним полярним експедиціям, які було здійснено на борту «Фрама» (створено окремі фотовиставки).
Головний експонат — судно «Фрам», на борт і у внутрішні приміщення якого можуть піднятися відвідувачі музею. У музеї також експонуються опудала представників полярної фауни Північної і Південної півкулі, зокрема, білих ведмедів та пінгвінів.

## Час роботи
Музей відкритий цілий рік, за винятком Різдвяних свят (24 і 25 грудня). Час роботи зміщується:
- З 1 листопада по 28 лютого музей відкрито о 10:00 — 15:00 (у вихідні 10:00 — 16:00)
- З 1 березня до 30 квітня і з 1 по 31 жовтня музей відкрито о 10:00 — 16:00 (у вихідні 10:00 — 16:00)
- З 1 по 31 травня і з 1 по 30 вересня музей відкрито о 10:00 — 17:00 (у вихідні 10:00 — 17:00)
- З 1 червня по 31 серпня музей відкрито в 09:00 — 18:00 (у вихідні 09:00 — 18:00)

## Вартість квитків
- Дорослі — 120  норвезьких крон
- Діти від 7 до 16 років, студенти та пенсіонери — 40 крон
- Члени груп від 15 чоловік — 70 крон
- Школярі в супроводі вчителя проходять безкоштовно.